# 泰德國家公園
泰德國家公園（西班牙語：Parque nacional del Teide）是西班牙的一處國家公園，位於加那利群島特內里費島上，以海拔3,718米的泰德峰為中心設立的。這座山峰是西班牙的最高峰，也是大西洋島嶼中的最高峰。泰德國家公園設立於1954年1月22日，是西班牙歷史最久的國家公園之一，也是西班牙遊客最多的國家公園之一。2016年，游客数量为4,079,823，打破了保持17年的以往记录。此外它是欧洲游客最多、全球游客数排名第八的国家公园。
2007年，泰德國家公園被列入世界自然遺產。

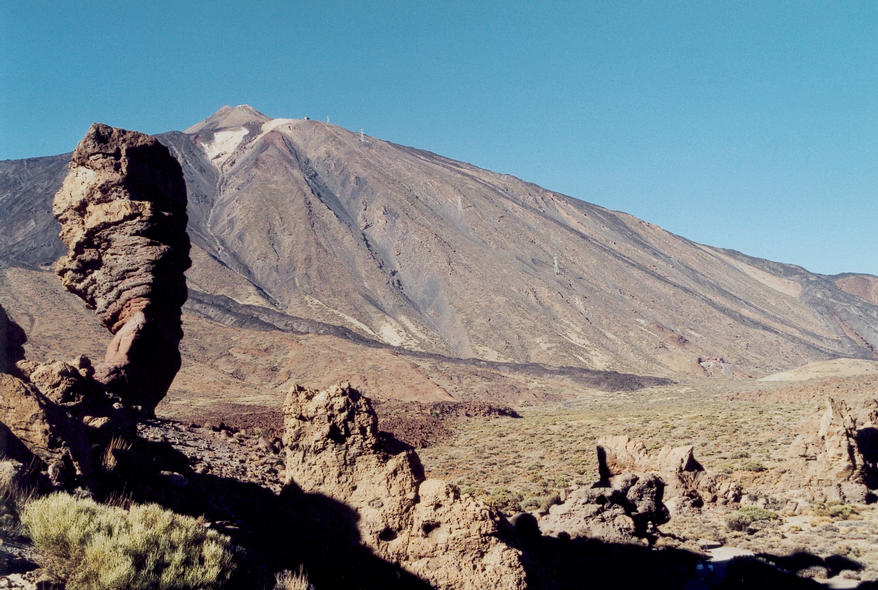
泰德國家公園
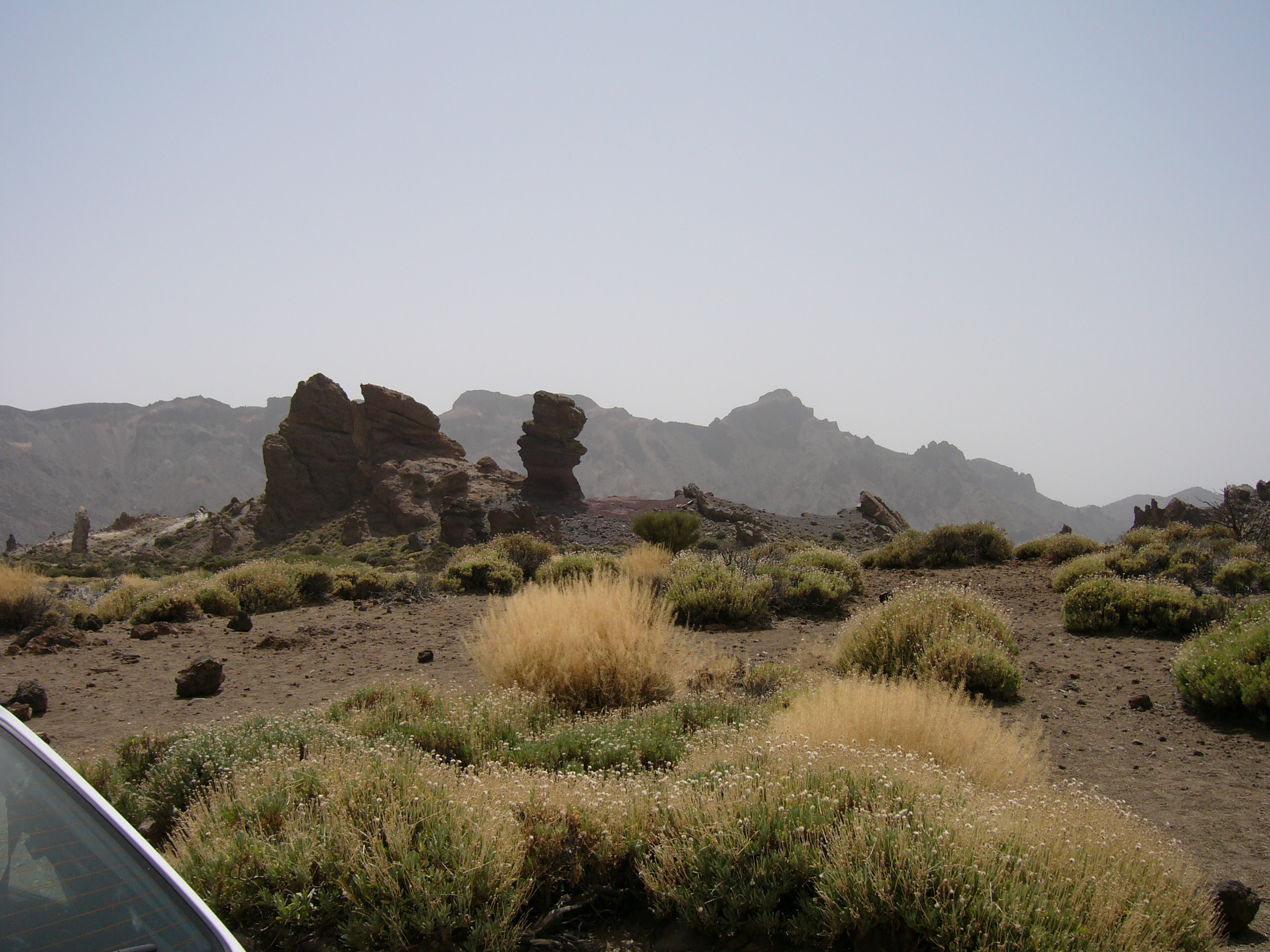
公园内的岩石

## 外部連結
- UNESCO World Heritage Site datasheet （页面存档备份，存于）
- Teide National Park - Official Website of Tenerife Tourism Corporation